# Wolfgang Greive
Wolfgang Greive (* 31. März 1943 in Wiesbaden) ist ein evangelischer Theologe.
Mit einer Studie über Die Christologie Wilhelm Herrmanns promovierte Greive 1972 an der Universität München zum Dr. theol. 1973 fertigte er das Sachregister von Wolfhart Pannenbergs Arbeit Wissenschaftstheorie und Theologie an. Mit einer Untersuchung über Das Verständnis der Kirche in der Theologie Karl Barths habilitierte er sich 1989 an der Universität Hamburg. Er ist Herausgeber zahlreicher Veröffentlichungen der Evangelischen Akademie Loccum. Bis 2006 war er Leiter der Arbeitsstelle Ökumene im Haus kirchlicher Dienste der Evangelisch-lutherischen Landeskirche Hannovers. 